# 马圩镇 (抚州市)
马圩镇，是中华人民共和国江西省抚州市东乡区下辖的一个乡镇级行政单位。

## 行政区划
马圩镇下辖以下地区：
马圩村、荷拓村、南坪村、里坊村、邹塘村、桂塘村、上保村、赤岸村、高湖村、陈家村、新溪村、梁家村、桥西村、港下村、河城村和董塘村。